# Irákleia (kommunhuvudort i Grekland)
Irákleia (Tzoumagia, Irakleia, franska: Iraklia) är en kommunhuvudort i Grekland.   Den ligger i prefekturen Nomós Serrón och regionen Mellersta Makedonien, i den norra delen av landet, 400 km norr om huvudstaden Aten. Irákleia ligger 29 meter över havet och antalet invånare är 3 786.
Terrängen runt Irákleia är platt åt nordost, men åt sydväst är den kuperad. Runt Irákleia är det ganska tätbefolkat, med 52 invånare per kvadratkilometer. Närmaste större samhälle är Sidirókastro, 10,7 km nordost om Irákleia. Trakten runt Irákleia består till största delen av jordbruksmark.